# François de Foix de Candale
François de Foix de Candale (10 de agosto de 1502-5 de febrero de 1594) fue un religioso, literato y noble de Francia.

## Biografía
François de Foix de Candale fue duque de Candela, "commodeur" de las Órdenes del rey y obispo de Aire-sur-l'Adour.
La Casa de Candale es una rama de la Casa de Foix, y Candale, conde de Inglaterra, entra en la Casa de Foix por el matrimonio de Jean de Foix I con Margueritte de Suffolck, heredera del condado.
Como literato tradujo la "Pimandre" de Mercure Trismegiste y "Los elementos" de Euclides, que acompañó de un comentario, y abrió una cátedra de geometría en Bordeaux.

## Obras
- Le Primande de Mercure Trismégiste,..., Bourdeaux: S. Millanges, 1579.
- Euclidis Megarensismathematici clarissimi elementa,.., Lutetiae: apud I. Du Puys, 1578.
- Divinus Pymander Hermetiis Mercurii Trismegisti..., Coloniae Agrippinae: sumptibus P. Cholini, 1630.
- Declaration et confession faicte par Monseigneur de Candale dans le Synode des églises reformées..., Lyon: L. Perrin, 1874.